# Câu chuyện Soviet
Câu chuyện Soviet (tiếng Latvia: Padomju stāsts) là một bộ phim tài liệu của Latvia về chủ nghĩa Cộng sản Sô Viết và sự hợp tác giữ Liên Xô và Đức trước năm 1941. Đạo diễn là ông Edvīns Šnore, mà cũng viết ra truyện phim. Phim này được trợ giúp bởi liên minh UEN, một khối trong Nghị viện châu Âu, và ra mắt lần đầu năm 2008.
Vào tháng 7 năm 2011, một bản tiếng Đức của bộ phim được phát hành bằng DVD, có tựa là Sowjet-Story.

## Nội dung
Phim này lý luận là, có những liên hệ gần gũi về triết lý, chính trị và tổ chức giữa hệ thống Đức Quốc xã và Sô Viết trước và lúc đầu của thế chiến thứ Hai. Phim nói về cuộc Đại thanh trừng, sự kiện Holodomor, Hiệp ước Xô-Đức, Thảm sát Katyn, sự hợp tác giữa Gestapo và Bộ Dân ủy Nội vụ NKVD (cảnh sát mật Liên Xô), việc đi đày tập thể ở Liên Xô và những thí nghiệm y khoa tại các trại Gulag.
Theo quan điểm của tác giả cuốn phim, Stalin không chỉ là một kẻ giết người tàn nhẫn như Hitler, mà cho tới khi Hitler xâm lăng Liên Xô, 2 nước là đồng minh và chia sẻ một cái nhìn tương tự về thế giới. Và ông ta mang những quan tâm của mình vào hiện tại, cho thấy sự liên quan với những quan điểm làm lo âu trong một nước Nga tân tiến và tự hỏi tại sao những kẻ tham dự trong các cuộc giết người tập thể của Liên Xô mà vẫn còn sống, chưa bị mang ra tòa xử.
Theo lời giới thiệu trên trang web, phim đã phỏng vấn những sử gia phương Tây và Nga như Norman Davies và Boris Sokolov, nhà văn Viktor Suworow, nhà bất đồng chính kiến Liên Xô Wladimir Bukowski, các thành viên của Nghị viện châu Âu, cũng như thủ phạm và nạn nhân của cuộc khủng bố Sô Viết thời kỳ Stalin trị vì.
- Norman Davies: sử gia, giáo sư đại học Cambridge:

| “ | " Người dân đã bị bắn chết ngày và đêm tại khắp mọi nơi ở một nước lớn nhất thế giới. Stalin còn cho giết người một cách bừa bãi, theo chỉ tiêu." | ” |

- Sergey Sluch: sử gia, Viện nghiên cứu về người Slav, RAS, Moskva:

| “ | "Theo mọi nguyên tắc của luật quốc tế, quyết định của chính phủ Liên Xô xâm lăng Ba Lan vào năm 1939 rõ ràng là một hành động xâm lược." | ” |

- Mikhail Gorbachev, tổng thống Liên Xô:

| “ | " Người của Stalin ngập với máu! Tôi thấy những án xử tử, mà ông ta ký trong nhiều thùng giấy." | ” |

- Emma Korpa, người sống sót từ trại tù Gulag:

| “ | " Trẻ em không được xem là tù nhân! vì vậy họ được chôn ở những nghĩa địa dân sự." | ” |

- Ģirts Valdis Kristovskis, đại biểu EP:

| “ | " Âu Châu tiếp tục làm ngơ trước những tội ác của Liên Xô, những kẻ giết người tập thể, trong khi hàng triệu nạn nhân bị quên lãng." | ” |

- Volodimir Sergiychuk, giáo sư đại học Kiev:

| “ | " Đây là một nơi thiêng liêng đối với tôi. Bởi vì nó là nơi yên nghỉ của các nạn nhân bị chết đói, gồm cả bà tôi." | ” |

- Vladimir Karpov, cựu đại tá tình báo quân đội Liên Xô (GRU):

| “ | " Khrushchev được cho phép giết 7 hay 8 ngàn "kẻ thù". Ông ta đã xin: " Hãy tăng chỉ tiêu của tôi lên 17 ngàn!" | ” |

- Françoise Thom, giáo sư về lịch sử hiện đại, đại học Sorbonne:

| “ | " Stalin cho phép giết trẻ em từ 12 tuổi trở lên!" | ” |

- Natalia Lebedeva, sử gia,viện Lịch sử tổng quát, RAS, Moskva:

| “ | " Khi một chính phủ tội lỗi, nó thi hành những tội ác ở khắp mọi nơi, bao gồm cả những quan hệ quốc tế." | ” |

## Đại hội phim và giải thưởng
Phim đã được chiếu tại các đại hội phim dưới đây:
- 2008 Boston Film Festival, USA – "The Soviet Story" nhận được giải " Mass Impact Award"
- 2008 KinoLev Film Festival - Lviv, Ukraina
- 2008 Black Nights Film Festival – Tallinn, Estonia
- 2008 Arsenals Film Festival - Riga, Latvia
- 2008 Promitey Film Festival - Tbilisi, Gruzia
- 2008 Baltic Film Festival – Berlin, Đức
- 2009 Sedona International Film Festival – Sedona, Arizona, USA
- 2009 Mene Tekel festival - Praha, Cộng hòa Séc
- 2009 Politicsonfilm Film Festival - Washington, USA

2009 phim đã được đề nghị cho giải thưởng phim quốc gia Latvia Lielais Kristaps về giải phim tài liệu hay nhất.
2008 tổng thống Latvia, Valdis Zatlers đã trao huy chương Ba Sao (Order of the Three Stars) cho đạo diễn phim, Edvins Snore.
2009 Edvins Snore đã được trao huy chương chữ thập Terra Mariana (Order of the Cross of Terra Mariana) của Estonia vì đã làm ra phim "Câu chuyện Soviet".

## Ủng hộ
The Economist phê bình The Soviet Story
| “ | "Soviet Story" là thuốc giải độc hiệu quả nhất để đánh giá lại quá khứ. Cuốn phim thì hấp dẫn, táo bạo và không nhân nhượng. [...] Mục đích chính của phim là để cho thấy quan hệ gần gũi về triết lý, chính trị và cách tổ chức giữa hệ thống Đức Quốc xã và Sô Viết. | ” |

The New York Times nhận xét: 
| “ | "Đây không phải là một cuốn phim hàn lâm không thiên vị; ông Snore, mà là một người Latvia, và những người yểm trợ ông ta (trong đó có cả các đại biểu của nghị viện châu Âu) hẳn nhiên có một chương trình, mặc dù đối với một khán giả Mỹ bình thường có thể không biết rõ đó là gì." | ” |

Nhiều đại biểu của Nghị viện châu Âu (EP), khi được phỏng vấn về phim, đã bày tỏ sự ủng hộ.
- Theo như đại biểu Latvia Inese Vaidere và Ģirts Valdis Kristovskis viết trong tạp chí Quốc hội (Parliament Magazine), "The Soviet Story đã góp một phần quan trọng cho một nhận thức về lịch sử và mang chúng ta lại gần hơn với những biến cố thảm thương của thế kỷ 20. Một nhận thức chung về lịch sử giữa các thành viên của Liên minh Âu Châu thì quan trọng cho tương lai của toàn khối EU."[8] Cả Vaidere và Kristovskis đại diện cho nhóm UEN mà đã ủng hộ tích cực việc sản xuất phim này.[9]
- Sau khi xem phim, đại biểu Phần Lan Ari Vatanen phát biểu, "Đó là một thông điệp mạnh mẽ. Cảm ơn ai đã nói lên sự thật. Nó sẽ làm thức tỉnh người dân."[10]
- Vytautas Landsbergis, đại biểu của EP và đã là chủ tịch Seimas (quốc hội Litva), đánh giá The Soviet Story là một phim hàng quốc tế, nên được chiếu trên khắp thế giới."[11]

## Chỉ trích

### Tính xác thực của phim
Alexander Dyukov, một cựu thành viên của Cơ quan quân sự và thông tin kỹ thuật Nga, là người phê bình mạnh mẽ nhất của phim tài liệu. Ông nói rằng: "Sau khi xem hai phần ba của bộ phim, tôi chỉ có một ước nguyện: Giết đạo diễn của nó và phá bỏ Đại sứ quán Latvia" Kết quả lời phát biểu của Dyukov là một cuộc điều tra hình sự về ông ta tại Latvia. Khi được hỏi để bình luận về việc này, ngoại trưởng Latvia Māris Riekstiņš phê bình, Alexander Dyukov có thể là "một người mà tâm thần không được ổn định". Thủ tướng của Estonia Mart Laar cho Dyukov là "một nhân viên của FSB".

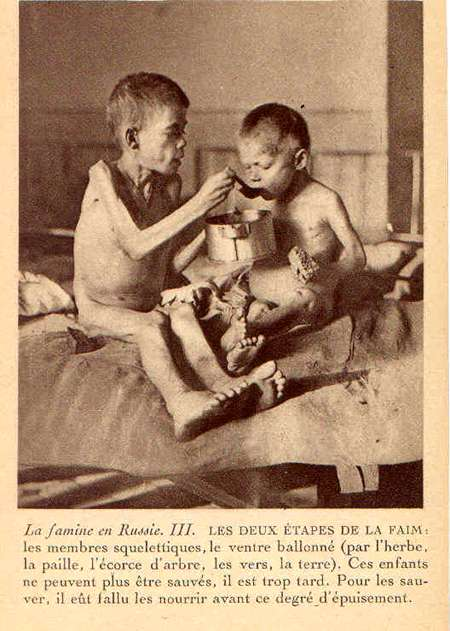
Bức ảnh được chụp trong nạn đói ở Nga năm 1922, nhưng theo lời Alexander Dyukov, trong phim lại được ghi là chụp trong nạn đói ở Ukraina dưới thời Stalin.

Alexander Dyukov bày tỏ ý kiến của mình rằng bộ phim là một trò tuyên truyền nhằm làm về sai lệnh lịch sử, sử dụng nguồn bị bóp méo và thống kê giả mạo Dyukov sau đó xuất bản một cuốn sách "Câu chuyện Soviet: Cơ chế của sự dối trá", nhằm thực hiện phân tích những chi tiết quan trọng bị coi là giả mạo trong bộ phim Cuốn sách của ông nhận được sự hỗ trợ từ nhiều nhà sử học khác như Vladimir Fedokov, Vladimir Simindayev, Alexander Galskin....
Sau khi bộ phim được kiểm tra chặt chẽ hơn bởi một nhóm chuyên gia như giáo sư Stanislav Kulchtsky, Viktor Kondrashin... kết quả chỉ ra rằng các chuyên gia được phỏng vấn trong bộ phim có những vấn đề lớn. Trước hết, như đã thừa nhận trong một cuộc phỏng vấn bởi đạo diễn của bộ phim, nhiều nhân vật trong phim không hề trả lời phỏng vấn, sự xuất hiện của họ được "cắt" ra từ các bộ phim khác. Hơn nữa, các chuyên gia đã không được thông báo về mục đích của bộ phim, lời mời phỏng vấn của họ đã bị giả mạo mục đích thực. Ví dụ, một nhân viên của Viện Lịch sử Thế giới, Viện Hàn lâm Khoa học Nga, Natalia Lebedeva, nhận được từ các nhà làm phim đề nghị ông tham gia vào một bộ phim về "đối thoại châu Âu - Nga trong ánh sáng của những sự kiện lịch sử của thế kỷ 20". Một số "chuyên gia" rất có vấn đề, như là nhà văn Vladimir Karpov, đã giới thiệu một số lượng lớn các tài liệu giả mạo trên lịch sử của Liên Xô, và các tài liệu giả này được làm rất thô thiển.
Một trong những chuyên gia xuất hiện trong phim, giáo sư sử học Boris Sokolov, sau khi phim trình chiếu đã tuyên bố:
Tôi là một chuyên gia, và tôi chỉ có thể trả lời cho những gì bản thân mình biết chắc chắn. Tôi xin tuyên bố rằng cuộc phỏng vấn với Edvins Snore (đạo diễn phim) diễn ra trong phim là hoàn toàn giả mạo và đạo diễn phim đã tạo ra nó. Ví dụ như về các chiến dịch bài Do Thái của Beria, đó hoàn toàn là những tài liệu giả
Hãng tin của Chính phủ Nga RIA Novosti tuyên bố rằng: "Bộ phim trình chiếu các nạn nhân bị cáo buộc là do sự đàn áp của Stalin: Các xác chết chất thành đống và các chú thích. Trong thực tế, những bức ảnh trong phim được chụp bởi quân đội Liên Xô vào năm 1944, nó đại diện cho các nạn nhân của tội ác của phát xít Đức tại các trại tập trung ở Estonia và trại Yanovskaya gần Lviv."

### Mục đích chính trị của bộ phim
Irina Yarovaya, Nghị sĩ Nga, thành viên của đảng cầm quyền Nước Nga thống nhất, tuyên bố rằng Bộ phim Câu chuyện Xô viết là một cố gắng tuyên truyền của chủ nghĩa phát xít mới, nhằm "vinh danh những cộng tác viên người Estonia của Đức Quốc xã, những kẻ đã tham gia giết người tại Khatyn và khu vực Pskov"
Phó Chủ tịch Duma Quốc gia Nga, thành viên của Ủy ban Đối ngoại, Valery Bogomolov phát biểu:
Vị trí của Nghị viện châu Âu khi tài trợ cho bộ phim này của Latvia là khó hiểu. Tại Latvia, có những hạn chế đáng kể đối với các cư dân nói tiếng Nga, họ không có quyền tham gia vào các cuộc bầu cử, ngay cả ở cấp thành phố. Latvia muốn gia nhập EU và NATO. Nó sẽ có nhiều dân chủ hơn? Hay từ một bộ phim về "sự chiếm đóng của Liên Xô" sẽ là dân chủ hơn? Bộ phim này liệu có thúc đẩy hòa bình trong chính trị nội bộ, bảo vệ quyền lợi của các dân tộc thiểu số tại Latvia? Tôi nghĩ rằng các đồng nghiệp châu Âu phải tự hỏi mình những câu hỏi này trước khi ký kết một khoản trợ cấp cho một sản phẩm tuyên truyền chống Liên Xô và chống Nga trên thực tế
Alexander Galskin, Tiến sĩ Khoa học lịch sử, phát biểu:
Một trong những khía cạnh rất quan trọng của vấn đề - đó là tại sao có một bộ phim như "Soviet Story" có thể ra đời? Những thứ như vậy không phải là dễ dàng để được làm ra. Nó nên được coi là một sản phẩm của chiến tranh tâm lý. Chiến tranh lạnh đã kết thúc, nhưng các yếu tố của cuộc chiến tranh tâm lý chống lại Liên Xô nhằm đạt được kết quả chính trị nào đó, vẫn tiếp diễn cho tới hôm nay, thúc đẩy việc cho ra đời các bộ phim như "Soviet Story"... Những năm 2000, NATO đã quyết định sẽ sáp nhập các nước cộng hòa miền tây và miền nam trước đây của Liên Xô cũ để mang NATO đến sát biên giới của Nga. Tiến hành một cuộc chiến tranh tâm lý, thúc đẩy cuộc chiến tranh cục bộ và xung đột dân tộc, sử dụng các dạng khủng hoảng... và tất cả là nhằm tranh đoạt tài nguyên của đất nước chúng tôi"
Alexander Tkhostov, Giáo sư Tâm lý học nhận xét:
Tôi nghĩ rằng đó tác giả phim đã không quan tâm đến tính xác thực của lịch sử. Điều chính yếu mà họ quan tâm là tạo ra một trạng thái cảm xúc nào đó của người xem. Tâm trạng và cảm xúc sẽ tạo ra niềm tin vô điều kiện cho dù bạn thấy bất kỳ hình ảnh, câu chuyện, so sánh và báo cáo nào mà không tỏ ra chút hoài nghi. Bộ phim sử dụng việc tiếp nhận rất cổ xưa, không tồn tại trong khoa học hiện đại, trong đó tất cả lịch sử của Liên Xô chỉ giới hạn trong các hành vi bạo lực, hành quyết và chiến tranh. Trong ý nghĩa này, bộ phim là nguy hiểm, đặc biệt là đối với những người trẻ tuổi bởi vì nó mang lại cho họ một ý nghĩ lệch lạc. Nhiều sự kiện được đề cập trong bộ phim một cách rất buồn cười. Nhắc đến Hiệp ước Molotov - Ribbentrop, nhưng không nhắc gì đến Hiệp ước Munich. Nếu tôi không biết rõ lịch sử, sau khi xem bộ phim này, tôi sẽ có cảm giác rằng người Nga trong Thế chiến II đã chiến đấu cùng phe với Hitler và Đức Quốc xã. Là một nhà tâm lý học chuyên nghiệp, tôi có thể nói rằng bộ phim này chỉ nhằm kích động hận thù dân tộc, không thể giúp cho người xem hiểu được lịch sử thực sự và không thể sử dụng như một công cụ giảng dạy.
Sergey Mahalovsky, một thành viên của Ủy ban chống phát xít Latvia, cho rằng:
Trong quan điểm của tôi, bộ phim này là giai đoạn tiếp theo của các chiến dịch tuyên truyền chống Nga, mà chúng liên tục diễn ra tại Latvia từ thời điểm tách ra khỏi Nga. Thực tế nó xuất phát từ chủ nghĩa dân tộc cực đoan, chủ nghĩa phát xít, là chính sách nhà nước của Latvia, với một chút những lời hoa mỹ. Khéo léo hơn là bộ phim đã cố gắng viết lại lịch sử, xuyên tạc một số sự kiện lịch sử để che giấu một thực tế tại Latvia: Bộ Quốc phòng Latvia đã trả lương hưu đặc biệt cho tất cả những kẻ được gọi là các cựu chiến binh quốc gia, vốn là các kẻ cướp trong nhóm thổ phỉ "Anh em rừng rậm" đã chiến đấu chống Xô Viết, và cả các thành viên của binh đoàn Waffen SS của Đức Quốc xã. Để so sánh, các cựu chiến binh chống phát xít đã không được hưởng bất kỳ ưu đãi và lương hưu nào cho họ từ ngân sách Latvia. Các chính trị gia Latvia tin rằng Đức Quốc xã là phe đáng để ủng hộ trong Chiến tranh thế giới thứ hai, và thực tế là tư tưởng này đã được áp dụng trong các trường học và cơ sở giáo dục.
Liên đoàn cộng đồng người Do Thái (FJC) ở Nga bày tỏ sự ngạc nhiên trước các tuyên bố trong bộ phim của Latvia rằng Liên Xô đã giúp phát xít Đức tạo ra các Holocaust. Người đứng đầu bộ phận quan hệ công chúng của FJC Nga, Boruch Gorin, coi bộ phim như một nỗ lực để "đổ tội" cho bọn tội phạm thực sự - thành viên của quân đoàn SS, bao gồm lính từ các nước vùng biển Baltic (gồm Litva, Latvia), đến những người khác. Theo ông, ở Latvia đang diễn ra một xu hướng "xét lại lịch sử".